# Palatul Poinar din Oradea
Casa Poinar din Oradea este o clădire istorică din județul Bihor, România. În lista monumentelor românești este BH-II-mB-01049. 

## Istorie
Planurile au fost aprobate de consiliul municipal în ianuarie 1907. Construcția a fost realizată de proiectantul Ferenc Sztarill, iar casa a fost finalizată atât de repede încât mutarea în clădire s-a făcut în noiembrie 1907. 

## Descriere
Casa de colț cu două etaje este simetrică pe ambele părți. Datorită lucrărilor realizate de proiectant pentru perechea de arhitecți Komor-Jakab, putem vedea soluții arhitecturale împrumutate de la Palatul Vulturul Negru în multe locuri. Cele două etaje proeminente sunt susținute de un rând curb de arce la jumătatea etajului. Ferestrele de la primul etaj sunt drepte, iar ferestrele de la al doilea sunt semicirculare. Ramele ferestrei sunt decorate cu nasturi. Din coșurile majolice, care împodobeau fațada, acum nu au mai rămas aproape nimic. Fereastra mansardelor este înconjurată de un buchet de decorațiuni din ipsos. Atracția principală a clădirii este designul colțului. Fiecare etaj este decorat cu un balcon semicircular, deasupra căruia se află un turn polar cu jumătate de coloane, cu o cupolă zveltă în formă de ceapă deasupra. Acoperișul este acoperit cu ardezie.